# CH-53K King Stallion
CH-53K King Stallion — великий, важкий транспортний гелікоптер який розробили у Sikorsky Aircraft для Корпусу морської піхоти США (КМП США). Конструкція має три двигуни потужністю 7,500 к.с. (5,590 kW), нові лопаті гвинта з композитних матеріалів і ширшу кабіну ніж попередні варіанти CH-53. Він буде найважчим та найбільшим військовим гелікоптером США. КМП запланували придбати 200 машин загальною вартістю $25 млрд. Тестування було розпочату у квітні 2014; польотні випробування було розпочато 27 жовтня 2015.

## Розробка

### Створення H-53
CH-53 розроблявся для корпусу морської піхоти США за програмою «Важкий Експериментальний вертоліт» яку було розпочато у 1962. Перевагу надали Sikorsky S-65 замість модифікованого вертольоту від Boeing Vertol версії CH-47 Chinook. Перший політ прототип YCH-53A здійснив 14 жовтня 1964. Вертоліт отримав назву «CH-53A Sea Stallion», а серійне виробництво машин було розпочато у 1966. CH-53A має турбовальні двигуни T64-GE-6  і має максимальну злітну вагу у 20865 кг.
Модифікаціями CH-53A Sea Stallion є RH-53A/D, HH-53B/C, CH-53D, CH-53G та MH-53H/J/M. RH-53A і RH-53D використовували у ВМС США як тральщик. CH-53D має більш потужну версію двигуна General Electric T64, який використовували на всіх варіантах H-53, а також має збільшені паливні баки. Вертоліт ВПС США HH-53B/C «Super Jolly Green Giant» використовували для спеціальних операцій і рятування з поля бою. Вертоліт ВПС MH-53H/J/M Pave Low був останнім вертольотом серії H-53 з двома двигунами і був оснащений покращеною авіонікою для операцій за будь-якої погоди.
У жовтні 1967 корпус морської піхоти видав запит на транспортний вертоліт з підйомною швидкістю у 1,8 разів більшу ніж у CH-53D і можливістю посадки на універсальні десантні кораблі. Перед цим Сікорський працював над покращенням CH-53D, назва компанії «S-80», зі встановлення третього турбовального двигуна і більш потужного несного гвинта. Сікорський представив модель S-80 морській піхоті у 1968. Морпіхи визнали розробку гарним, швидким рішенням і профінансували розробку тестової машини. Іншими змінами CH-53E були більш міцна трансмісія і збільшений на 1,88 м фюзеляж. Лопаті несного гвинта було замінено на титаново-склопластикові композитні. Було додано нову автоматичну систему контролю польоту. Хвостова конфігурація була змінена на більшу вертикальну з нахиленим хвостовим гвинтом для забезпечення підйомної сили при висінні.
У 1974 перший політ зробив YCH-53E. Після закінчення успішних випробувань було підписано перший контракт 1978, а серійний випуск було розпочато у лютому 1981. ВМС США замовили невелику партію CH-53E для перевезення запасів на борт судна. ВМС і КМП замовили 177 машин. Для боротьби з мінами пізніше ВМС замовили версію CH-53E під назвою «MH-53E Sea Dragon» зі збільшеними спонсонами і паливними баками для збільшення сховища палива. ВМС почали використовувати MH-53E у 1986. ВМС отримав 46 Sea Dragons.

### CH-53K

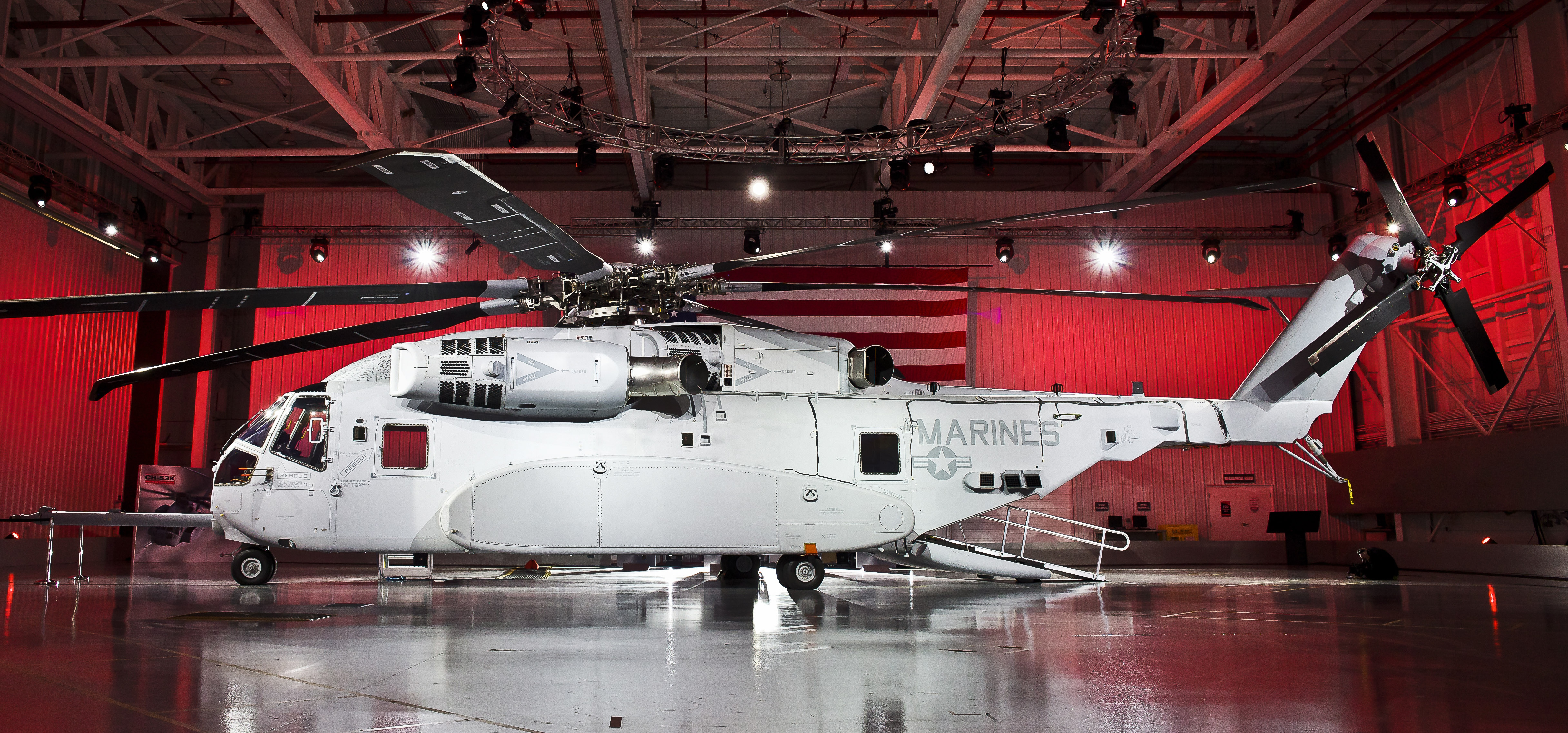
Прототип CH-53K King Stallion під час церемонію викотування

КПМ США планували оновити більшість своїх CH-53E для продовження їхньої служби, але цей план було заморожено. Тоді Сікорський запропонував нову версію, спочатку «CH-53X» і у квітні 2006 КМП підписало контракт на 156 вертольотів під назвою «CH-53K» на суму $18,8 млрд з поставками до 2021. КМП планували почати списання вертольотів CH-53E з 2009 і потребують нові вертольоти у короткий час через закінчення строку служби машин у період 2011—2012. Льотні тестування CH-53K планувалися на початок 2011.
CH-53K є переробкою CH-53E. Основні покращеннями є нові двигуни і компоновка фюзеляжу. CH-53K має вдвічі більшу вантажопійдомність і радіус дії ніж CH-53E, і збільшений вантажний відсік для перевезення Humvee. CH-53K має зменшені композитні спонсони зменшуючи загальну ширину, що зменшує посадкову ширину для роботи з кораблями. Він буде мати нові композитні лопаті несного гвинта, за такою ж технологією як і гвинти на вертольоті UH-60 Black Hawk. CH-53K буде використовувати двигун General Electric GE38-1B. Цей двигун кращий за Pratt and Whitney Canada PW150 і створений на базі Rolls-Royce AE 1107C-Liberty які встановлені на V-22 Osprey.
Сікорський анонсували своїх головних підрядників: Aurora Flight Sciences (пілон несного гвинта), Exelis Aerostructures (пілон хвостового гвинта і спонсонів), GKN Aerospace (кормова трансмісія), Onboard Systems International (система зовнішнього вантажного гаку), Rockwell Collins (система управління авіонікою), Sanmina-SCI Corporation (системи внутрішнього зв'язку), and Spirit AeroSystems (кокпіт і кабіна).
У серпні 2007 КМП збільшило кількість CH-53K у замовленні з 156 до 227. У 2007 перший політ було заплановано на листопад 2011 з початком використання у 2015. Коли CH-53K буде прийнято на службу, КМП будуть використовувати його як важкий вертоліт разом з MV-22 (середній транспорт) і UH-1Y (легкий транспорт). У 2007 RAND випустили звіт у якому зазначили, що велике  відношення CH-53K до MV-22 зменшить час розгорнення військ з кораблів.
У 2008 проектні роботи йшли повним ходом. Були зроблені кроки по зменшенню ваги. Збільшення продуктивності двигуна і покращення лопатей несного гвинта. Було зменшено кут нахилу щогли несного гвинта для зміни центру ваги, яка змінюється після зменшення об'єму палива. Розробки було 'заморожено' у 2009—2010 і досі немає жодних змін.
22 січня 2010, Sikorsky Aircraft за $20 млн відкрили Precision Components Technology Center (Технічний центр точних компонентів) у Стратфорді, Коннктикут який буде сфокусований на виробництві CH-53K. Тут будуть випускати обертові і стаціонарні плити перекосу, втулки несних і хвостових гвинтів і кожухи несних гвинтів, а також інші частини. 3 серпня 2010 CH-53K пройшов Critical Design Review (CDR) і програма готова до проведення тестування. Проте, дата польових випробувань була перенесена на 2018. Сікорський побудував чотири до серійні машини для оціночних випробувань.
4 грудня 2012 Сікорський представив перший планер CH-53K для наземного тестування техніки. Він пройшов багато годин наземних випробувань. Попередні тести включали калібрування паливної системи і установка вимірювальних приладів в різних місцях випробувань на планері для запису температури, аеродинамічних навантажень, тиску і вібрації. Два додаткових статичних наземних випробування конструкції пройшли на головному заводі у Стратфорді, штат Коннектикут.
У січні 2013 програма була оцінена у US$23,17 млрд після закупівлі запланованих 200 вертольотів CH-53K. У квітні 2013, керівник програми ВМС США прокоментував, що розробка CH-53K «йде настільки добре», що може йти з випередженням графіка. Льотні випробування були заплановані на 2015 затримані на рік через несправні компоненти.
31 травня 2013 ВМС підписали контракт з Сікорським на $435 млн на створення чотирьох прототипів CH-53K для оцінювання і робочих випробувань; усі чотири очікується поставити до березня 2017.
ВПС Ізраїлю виявили зацікавленість у CH-53K. У 2009 вони повідомили, що будуть оцінювати машину після першого польоту. У серпні 2015 Ізраїльські ВПС оформив вимогу на важкий транспортний вертоліт CH-53K. Теперішні ізраїльські вертольоти CH-53 «Yasur» будуть залишатися на озброєнні до 2025.
1 жовтня 2013 Сікорський підписав контракт на $8,5 млн з Kratos Defense & Security Solutions на проектування і розробку тренувальної системи для CH-53K. Контракт включає в себе Maintenance Training Device Suite (MTDS — Тренувальний пристрій управління) і Helicopter Emulation Maintenance Trainer (HEMT — Тренажер симуляції управління вертольотом) для КМП. MTDS є тренажером з реалістичним оточенням і можливістю випробування всіх систем платформи CH-53K. До програми включено тренування по заміні і ремонту систем авіоніки, електричних систем, гідравлічних систем та інших механічних підсистем. HEMT використовує 3D віртуальне оточення для виконання тренувальних сценаріїв. Це дає командам обслуговування CH-53K навчитися ремонтувати, обслуговувати, вирішувати проблеми у роботі і демонтаж та монтаж 27 підсистем.
24 січня 2014 CH-53K GTV запустив двигуни GE38-1B  і розкрутив ротор несного гвинта без лопатей. Запуск двигуна є важливим кроком після закінчення тестувань підсистем. Випуск невеликими партіями заплановано у період з 2015 по 2017. CH-53K планують почати використовувати у 2019, з випуском великими партіями у цей період і з 2022. КМП США планують створити вісім активним ескадрильї CH-53K, одну тренувальну ескадрилью і одну резервну ескадрилью. У квітні 2014 було розпочато тестування з лопатями, а наступним кроком буде тестування інтегрованих систем. Польотні тести будуть розпочаті наприкінці 2014 і триватимуть 3 роки. Чотири випробувальні машини повинні налітати 500 годин кожна. Перший політ було відкладено, через проблеми з титановими гофрованим валами у системі трансмісії і коробці передач.
5 травня 2014 генерал Джеймс Ф. Амос офіційно проголосив, що CH-53K отримає назву «King Stallion».
27 жовтня 2015 CH-53K вперше піднявся у повітря.

## Конструкція
Особливою відмінністю конструкції CH-53K є нові двигуни і новий фюзеляж. CH-53K буде використовувати двигуни General Electric T408 (GE38-1B) потужністю 7,500 к.с. (5,600 кВт) кожний і має швидкість на 20 вузлів (37 км/год) ніж у попередника CH-53E.
Він отримає новий скляний кокпіт з ЕДСУ, нову еластомерну систему втулок і композитні лопаті гвинта для покращення роботи на великій висоті. Розробка коробки передач з розподілом крутного моменту з гофрованими валами розпочалася у 2007. Вузол коробки передач яка включає вал несного гвинта і системи контролю обертання важить 5280 кг, який важчий за порожній вертоліт Black Hawk. Коробка передач з розподілом крутного моменту важить 2390 кг. Для порівняння коробка передач з розподілом крутного моменту вертольота Мі-26 з двома двигунами важить 3639 кг.
CH-53K також буде мати покращену зовнішню вантажну систему, підвищену живучість і подовжену службу. Довжина кабіни 9,14 м, ширина 2,74 м, висота 1,98 м. Його кабіна буде ширшою на 30 см і на 15 % більшою, але будуть мати менші композитні спонсони.

CH-53K перевищує CH-53E за можливістю перевозити майже вдвічі більшу вагу 12200 кг при тому ж радіусі дії 204 км. Максимальна вантажопідйомність CH-53K складає 15900 кг. Максимальна злітна вага CH-53K складає 39900 кг, що більше ніж вага CH-53E 73,500 lb (33,300 kg). Ширина колії CH-53K скоріш за все буде такою як і у CH-53E.
CH-53K може перевозити два вантажних піддони 463L, тому немає потреби розділяти для перевезення піддони між транспортним літаком і вертольотом.

## Специфікація (CH-53K)
*   = дані до моделі K. Усі інші для моделі E.
Джерело: Sikorsky CH-53K sources, GE38-1B data, Flightglobal.com
Основні характеристики
- Екіпаж: 5 (2 пілоти, 1 командир екіпажу/правий стрілець, 1 лівий стрілець, 1 хвостовий стрілець (бойовий екіпаж))
- Пасажиромісткість: 37 (55 з центральним рядом сидінь)
- Вантажопідйомність: * 15900 кг
- Довжина: 30,2 м
- Висота: 8,46 м
- Діаметр несучого гвинта: 24 м

- Площа обертання несучого гвинта: 460 м²
- Маса порожнього: 15071 кг
- Маса спорядженого: 33600 кг
- Максимальна злітна маса: * 38400 кг
- Силова установка: 3 × турбовальний *General Electric GE38-1B  * 7500 кс ( 5600 кВт)
- Повітряний гвинт: 7-лопатевий несний гвинт (кожний 35' × 35"), 4-лопатевий хвостовий гвинт

Льотні характеристики
- Крейсерська швидкість: * 315 км/год
- Бойовий радіус: * 204 км
- Практична дальність: * 852 км
- Швидкопідйомність: 13 м/с

Озброєння
- Стрілецько-гарматне:
- 2 кулемети .50 BMG (12,7 мм) M3M/GAU-21 змонтовані у вікнах
- 1 кулемет .50 BMG (12,7 мм) M3M/GAU-21 змонтований на рампі

Пускові установки теплових пасток і діпольних відбивачів 